# Black and Blue (película)
Black and Blue es una película de acción y suspense estadounidense de 2019 dirigida por Deon Taylor a partir de un guion de Peter A. Dowling. La película está protagonizada por Naomie Harris, Tyrese Gibson, Frank Grillo, Mike Colter, Reid Scott y Beau Knapp, y sigue a un policía novato que huye después de que ella presencia un asesinato.
La película tuvo su estreno mundial en el Urbanworld Film Festival el 21 de septiembre de 2019 y fue lanzada en América del Norte el 25 de octubre de 2019 por Screen Gems.

## Argumento
La veterana del ejército estadounidense Alicia West (Naomie Harris) regresa a su ciudad natal en Nueva Orleans, donde es reclutada en el departamento de policía de la ciudad. Alicia le recuerda a su nuevo compañero Kevin Jennings (Reid Scott) sobre las diferencias de residir en la comunidad en la que creció y en el departamento de policía, entran a una pequeña tienda de abarrotes en un lugar peligroso de la ciudad, donde ella reconoce a algunas personas del barrio donde creció cuando era niña.
Para que Jennings llegue a casa para salir con su esposa, West toma su lugar en un turno doble con otro miembro de la fuerza, el experimentado policía Brown, hacen algunos arrestos de personas peligrosas y armadas durante la noche y se siente molesto porque ella lleva una cámara corporal de filmación que no se puede desconectar durante el servicio del turno de la policía, él recibe una llamada en medio de su turno al amanecer y se dirigen a encontrarse con su CI en un edificio abandonado donde él le dice que espere en el automóvil. 
Alicia oye disparos provenientes del edificio donde entró Brown y se dirige, armado con una pistola Glock y un chaleco equipado con una cámara corporal. Allí, Alicia es testigo del detective Terry Malone y sus hombres asesinan a un traficante de drogas desarmado. Cuando uno de los hombres, el oficial Terry Malone (Frank Grillo), intenta explicarle la situación a ella, el otro, Smitty (Beau Knapp), entra en pánico al ver la cámara corporal del cuerpo de Alicia y le dispara, causando que Alicia caiga al piso, rompa el suelo de la bodega abandonada y caiga en el piso de abajo muy herida.
Una Alicia West herida escapa de la bodega abandonada mientras Malone y sus hombres la están rastreando por el radio de policía. Cuando llega un compañero de policía para rescatarla, Alicia se da cuenta de que están trabajando con Terry, obligándola a esconderse en la tienda de Milo Jackson (Tyrese Gibson), un miembro de la comunidad que es reacio a ocultarla. 
Ella trata de obtener ayuda de su pareja, el oficial Jennings, pero descubre que él también es una de las cohortes de los policías corruptos y con su experiencia en combate en Afganistán huye de él. Mientras tanto, Malone culpa a Alicia West por los disparos y manipula al capo criminal Darius, para que ofrezca una recompensa abierta a Alicia West porque uno de los niños que Malone asesinó era el sobrino de Darius. 
Mientras se recupera en la casa de Milo, Alicia West se entera de que Darius le dio una recompensa y que toda la comunidad la está rastreando. Alicia logró escapar, pero un herido Milo se queda atrás y es capturado por Darius, sospechando que algo está mal, tortura a Milo por la información de Alicia West, pero se niega a traiconarla. 
Alicia West finalmente se entrega a Darius para explicar la muerte de su sobrino. Alicia West logró convencer a Darius después de que él ve las imágenes de todas las circunstancias en la cámara corporal y concluye que Malone es el verdadero asesino. Malone y sus ejecutores llegan para localizar a Alicia West; Durante el caos resultante, Darius y Brown son asesinados. Alicia West le da la cámara del cuerpo a Milo para que pueda colarse en la estación de policía y cargar el video, mientras ella se queda e intenta escapar de Malone, que está tratando de matarla.
Hay un enfrentamiento entre Malone y Alicia West con toda la comunidad negra mirando. Cuando Alicia West toma ventaja, otros policías llegan y le dicen que baje el arma. Al mismo tiempo, el capitán obtiene las imágenes y las radios SRT para que se retiren y les dice que Alicia West es inocente. Malone intenta por última vez matarla, fingiendo que tiene un arma, pero su compañero, Jennings, le dispara en el pecho.
Malone es arrestado y el nombre de Alicia West se borra de la lista de oficiales corruptos, para ganarse el respeto de los otros oficiales de policía.

## Reparto
- Naomie Harris como Alicia West.
- Tyrese Gibson como Milo "Mouse" Jackson.
- Frank Grillo como Terry Malone.
- Mike Colter como Darius.
- Reid Scott como Kevin Jennings.
- Beau Knapp como Smitty.
- Nafessa Williams como Missy.
- James Moses Black como Deacon Brown.
- Frankie Smith como Tez.

## Producción
En agosto de 2017, se anunció que Screen Gems había adquirido el guion escrito por Peter A. Dowling. Sean Sorensen produciría la película bajo su estandarte de Royal Viking Entertainment. En agosto de 2018, se anunció que Deon Taylor dirigiría la película, Roxanne Avent actuaríacomo productora ejecutiva a través de Hidden Empire Film Group. En diciembre de 2018, Naomie Harris se unió al elenco de la película. En enero de 2019, Frank Grillo, Reid Scott, Tyrese Gibson, Beau Knapp, Mike Colter y Nafessa Williams se unieron a la película. En marzo de 2019, James Moses Black se unió al elenco de la película. En abril de 2019, Frankie Smith se incorporó al reparto.

### Rodaje
La fotografía principal comenzó el 16 de enero de 2019 y concluyó el 28 de febrero de 2019. La película se filmó con cámaras CineAlta, teléfonos inteligentes Sony α7S II y Sony Xperia 1. Todos estos dispositivos son comercializados y fabricados por Sony, la empresa matriz de Sony Pictures y Screen Gems.

## Estreno
Black and Blue tuvo su estreno mundial en el Urbanworld Film Festival el 21 de septiembre de 2019. Fue estrenada el 25 de octubre de 2019. Anteriormente estaba programado para ser lanzado el 20 de septiembre de 2019.

## Recepción

### Taquilla
En los Estados Unidos y Canadá, Black and Blue fue lanzado junto con The Current War y Countdown, y se proyectó que recaudaría entre 8 y 11 millones de dólares desde 2062 teatros en su primer fin de semana. Ganó $3.1 millones en su primer día, incluidos $675000 de los avances de la noche del jueves. Luego debutó a $8.3 millones, terminando sexto; El monitor de redes sociales RelishMix dijo que la baja cifra se atribuyó a las audiencias "aburridas con este tipo de suspenso policial". En su segundo fin de semana, la película cayó un 50% a $4.1 millones, terminando octava.

### Crítica
En el sitio web de agregación de reseñas Rotten Tomatoes, la película tiene una calificación de aprobación del 52% y una calificación promedio de 5.41/10, basada en 89 reseñas. El consenso de críticos del sitio dice: "Black and Blue es elevado por el desempeño central de Naomie Harris, incluso si el resultado final sufre de un tratamiento simplista de los temas de actualidad". En Metacritic, la película tiene una puntuación promedio ponderada de 54 fuera de 100, basado en 23 críticas, que indican "revisiones mixtas o promedio". Las audiencias encuestadas por CinemaScore le dieron a la película una calificación de "A-" en una escala de A + a F, mientras que PostTrak le dio una puntuación positiva general del 80%, incluyendo un promedio de 4 de 5 estrellas.
Candice Frederick de TheWrap escribió: "Black and Blue está repleto de persecuciones automovilísticas y momentos de suspenso que seguramente entretendrán al público en general, pero la película falla cuando intenta, más allá de su título, reflejar un necesario y poco discutido conversación sobre cuestiones sociales".